# ديفيد جورج كامبل
ديفيد جورج كامبل (بالإنجليزية: David George Campbell)‏ هو عالم بيئة أمريكي، ولد في 28 يناير 1949 في ديكادور في الولايات المتحدة.